# ۱۲۰۲ (قمری)
۱۲۰۲ (قمری)، هزار و دویست و دومین سال در گاهشماری هجری قمری است. اول محرم این سال برابر با سیزدهم اکتبر سال ۱۷۸۷ میلادی است.

## وابسته
- آمنه خانم قزوینی